# 切齒龍屬 (盤龍目)
切齒龍屬（學名：Secodontosaurus）是真盤龍亞目楔齒龍科的一屬，生存於二疊紀早期的德州。切齒龍的頭骨狹窄、低矮。如同其近親異齒龍，切齒龍的背部具有長的神經棘。切齒龍的頭骨可能適合以穴居動物為食，或者是以水生動物為食。

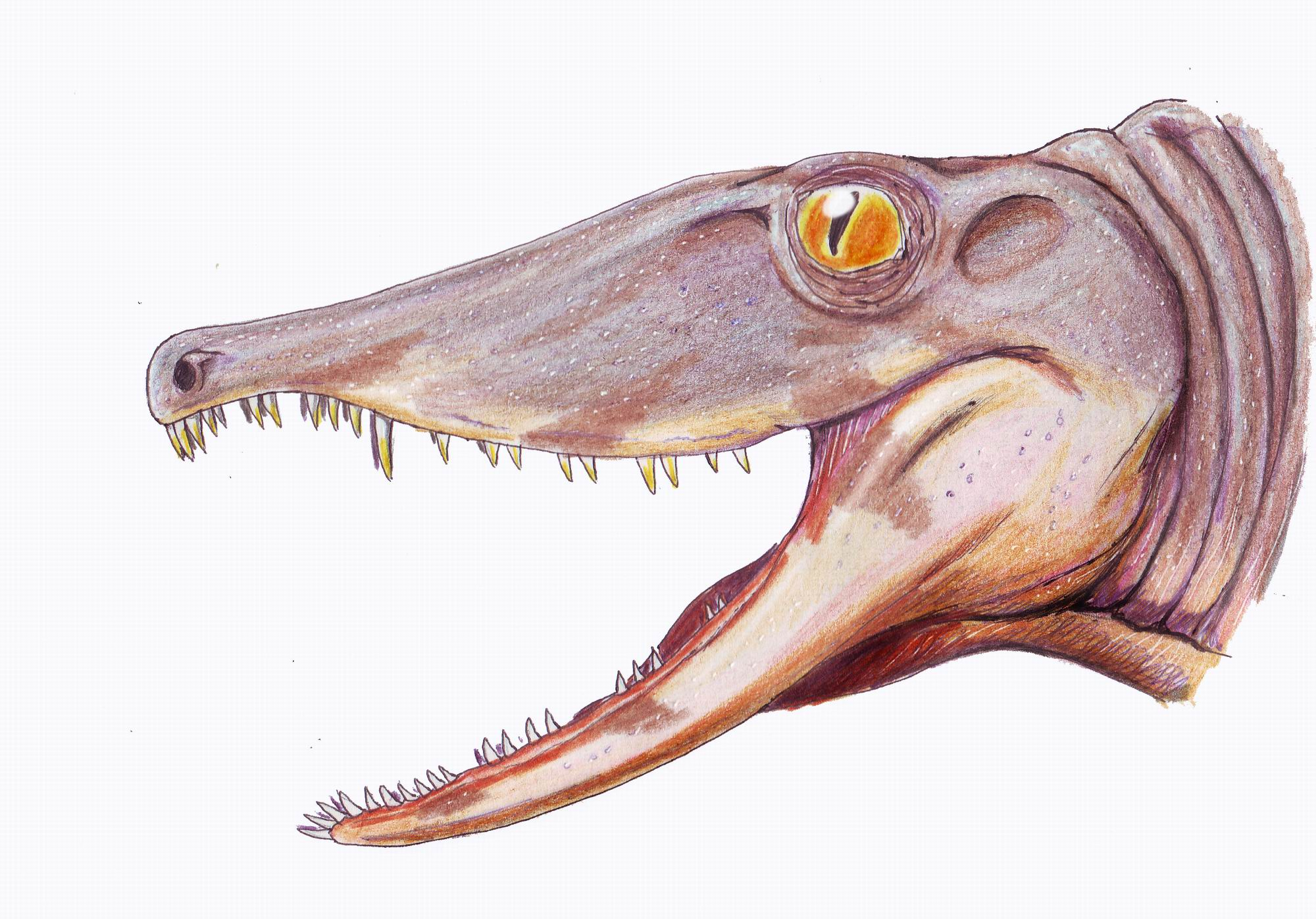
切齒龍的頭部